# Tân Cửu Long
Tân Cửu Long (giản thể: 新九龙; phồn thể: 新九龍; bính âm: Xīn Jiǔlóng; Việt bính: san1 gau2 lung4, tiếng Anh:New Kowloon) là một khu vực tại Bán đảo Cửu Long, Hồng Kông, phía nam là Đường Giới Hạn, và phía bắc là các dãy núi Sư Tử Sơn, Bút Giá Sơn, Đại Lão Sơn và Phi Nga Sơn. Khu vực Tân Cửu Long ngày nay bao gồm hai quận là Quan Đường và Hoàng Đại Tiên, và một số phần của các quận Thâm Thủy Bộ và Cửu Long Thành.

## Lịch sử
Về mặt lịch sử, các lãnh thổ ở phía nam của Đường Giới Hạn (Cửu Long) được nhà Thanh nhượng cho Anh Quốc vào năm 1860 theo Điều ước Bắc Kinh. Các lãnh thổ ở phía bắc của đường này (sau này được gọi là Tân Cửu Long) vẫn là một phần của Trung Quốc cho đến khi được nhà Thanh cho Anh thuê trong 99 năm cùng với Tân Giới. Khu vực Tân Cửu Long được định nghĩa bằng luật vào năm 1937 để mở rộng không gian phát triển đô thị. Trên thực tế, khu vực phía nam của Phi Nga Sơn kéo dài từ Eo biển Lý Ngư Môn tới phía đông Mỹ Phu Tân Thôn ở phía tây, cả Cửu Long và Tân Cửu Long đều được xếp chung là Cửu Long.

## Hiện tại
Hiện nay, thuật ngữ "Tân Cửu Long" hiếm khi xuất hiện tại Hồng Kông. Tân Cửu Long không còn được coi là thuộc về Tân Giới, những vẫn là một phần của Cửu Long nằm ở phía trên của đường Giới Hạn. Tuy thế, định nghĩa pháp lý về Cửu Long, Tân Cửu Long và Tân Giới vẫn không thay đổi - Tân Cửu Long vẫn là một phần pháp lý của Tân Giới thay vì Cửu Long. Vào ngày 1 tháng 7 năm 1997, tất cả các lãnh thổ cả hai bên đường giới hạn đều được chuyển giao cho Cộng hòa Nhân dân Trung Hoa.